# رود بوختارما
رود بوختارما رودی در کشور قزاقستان است که ریزابه راست رود ایرتیش محسوب می‌شود.این رود از استان قزاقستان شرقی می‌گذرد.طول این رود ۳۳۶ کیلومتر و مساحت حوضه آبریز آن ۱۲٬۶۶۰ کیلومتر مربع است.این رود از جنوب کوه‌های آلتای سرچشمه می‌گیرد.